# Arrels (sèrie de televisió)
Arrels (originalment en anglès, Roots) és una minisèrie estatunidenca de 2016, que representa una nova versió de la minisèrie de 1977 basada en la novel·la de 1976 d'Alex Haley, Roots: The Saga of an American Family, que segueix el periple d'un home africà que és enviat a Amèrica del Nord com a esclau i la història dels seus descendents. Es va emetre per primera vegada el 30 de maig de 2016 i és protagonitzada per Malachi Kirby, Forest Whitaker, Anna Paquin, Laurence Fishburne, Jonathan Rhys Meyers, Anika Noni Rose, T.I. i l'actriu sud-africana Nokuthula Ledwaba. Es va produir amb un pressupost de 50 milions de dòlars. La versió doblada al valencià es va estrenar l'agost de 2021 a À Punt. El 20 d'agost de 2023 es va estrenar doblada al català oriental central per TV3 en format de vuit episodis.

## Repartiment
El nombre entre parèntesis indica quants episodis apareixen l'actor/personatge.
- Malachi Kirby com a Kunta Kinte (3)
- Nokuthula Ledwaba com a Binta Kinte (2)
- Emayatzy Corinealdi com a Belle (2)
- Forest Whitaker com a Henry (Fiddler) (3)
- Babs Olusanmokun com a Omoro Kinte (2)
- Anika Noni Rose com a Kizzy (2)
- Emyri Crutchfield com a Kizzy de jove (1)
- Saniyya Sidney com a Kizzy de 6 anys (1)
- Regé-Jean Page com a Chicken George (2)
- Erica Tazel com a Matilda (2)
- James Purefoy com a John Waller (2)
- Katie McGuinness com a Elizabeth Waller (2)
- Matthew Goode com a Dr. William Waller (2)
- Jonathan Rhys Meyers com a Tom Lea (3)
- Shannon Lucio com a Patricia Lea (2)
- Chad Coleman com a Mingo (1)
- Tony Curran com a Connelly (2)
- Adam Fergus com a Sir Eric Russell (2)
- Anna Paquin com a Nancy Holt (1)
- T.I. com a Cyrus (1)
- Derek Luke com a Silla Ba Dibba (2)
- G Hannelius com a Missy Waller (1)
- Carlacia Grant com a Irene (1)
- Mekhi Phifer com a Jerusalem (1)
- Sam Malone com a Ashford (1)
- Denise Milfort com a Ms. Ellen (1)
- Mandela Van Peebles com a Noah (1)
- Terence Rosemore com a Orly (1)
- Lane Garrison com a Frederick Murray (1)
- Sedale Threatt Jr. com a Tom (1)
- Brett Rice com a William Byrd (1)
- Simona Brown com a Jinna (1)
- Chris Obi com a Kintango (2)
- Laurence Fishburne com a Alex Haley (narradora original)

## Producció
El canal History va encarregar una nova versió de la minisèrie després d'adquirir els drets del fill de David L. Wolper, Mark Wolper, i la propietat d'Alex Haley. La nova minisèrie de vuit hores es va basar en la novel·la de Haley i la minisèrie original, encara que des d'una perspectiva contemporània. L'abril de 2015, es va anunciar que juntament amb el canal History, Lifetime i A&amp;E també emetrien la nova versió de la minisèrie Roots. Will Packer, Marc Toberoff i Mark Wolper en són els productors executius juntament amb Lawrence Konner i Mark Rosenthal. LeVar Burton, protagonista de la sèrie original, i Korin Huggins la produiran conjuntament.
L'11 de febrer de 2016, es va publicar un tràiler de la nova versió de Roots i Paul Buccieri, president dels canals A&E i History, va anunciar que la sèrie de quatre nits i 8 hores s'estrenaria el Dia dels Caiguts, el 30 de maig de 2016. El repartiment del conjunt inclou Forest Whitaker com a Fiddler, Anna Paquin com a Nancy Holt, Lane Garrison com a Frederick Murray, Jonathan Rhys Meyers com a aTom Lea, Anika Noni Rose com Kizzy, Tip Harris com a Cyrus, Emayatzy Corinealdi com a Belle, Matthew Goode com el Dr. William Waller, Mekhi Phifer com a Jerusalem, James Purefoy com a John Waller, Regé-Jean Page com a Chicken George i Malachi Kirby com a Kunta Kinte, l'actriu sud-africana Nokuthula Ledwaba com a Binta Kinte (mare d'en Kunta Kinte) i Laurence Fishburne com a veu d'Alex Haley.